# Leichtathletik-Weltmeisterschaften 2013/Teilnehmer (Bahrain)
| Gelbes Symbol für Goldmedaillen mit stilisierten Olympischen Ringen | Graues Symbol für Silbermedaillen mit stilisierten Olympischen Ringen | Braundes Symbol für Bronzemedaillen mit stilisierten Olympischen Ringen |
| ------------------------------------------------------------------- | --------------------------------------------------------------------- | ----------------------------------------------------------------------- |
| —                                                                   | —                                                                     | —                                                                       |

Der Leichtathletik-Verband aus Bahrain stellte neun Teilnehmer bei den Leichtathletik-Weltmeisterschaften 2013 in der russischen Hauptstadt Moskau.

## Ergebnisse

### Männer

#### Laufdisziplinen
| Dejene Regassa       | 5000 m           | 13:25,21 min   | 12 |  |  | 13:34,54 min       | 11                 |     |     |
| Alemu Bekele         | 10.000 m         |                |    |  |  | DNF                | DNF                | DNF | DNF |
| Ali Hasan Mahbood    | 10.000 m         |                |    |  |  | DNF                | DNF                | DNF | DNF |
| Aadam Ismaeel Khamis | Marathon         |                |    |  |  | DNF                | DNF                | DNF | DNF |
| Tareq Mubarak Taher  | 3000 m Hindernis | 8:34,32 min SB | 28 |  |  | nicht qualifiziert | nicht qualifiziert |     |     |

### Frauen

#### Laufdisziplinen
| Athletin       | Disziplin | Vorlauf      | Vorlauf | Halbfinale  | Halbfinale | Finale             | Finale             |
| Athletin       | Disziplin | Zeit         | Platz   | Zeit        | Platz      | Zeit               | Platz              |
| -------------- | --------- | ------------ | ------- | ----------- | ---------- | ------------------ | ------------------ |
| Mimi Belete    | 1500 m    | 4:09,27 min  | 24      | 4:14,22 min | 23         | nicht qualifiziert | nicht qualifiziert |
| Tejitu Daba    | 5000 m    | 15:56,74 min | 15      |             |            | nicht qualifiziert | nicht qualifiziert |
| Shitaye Eshete | 10.000 m  |              |         |             |            | 31:13,79 min SB    | 6                  |
| Lishan Dula    | Marathon  |              |         |             |            | 2:38:47 h SB       | 15                 |